# Chilehexops australis
Chilehexops australis är en spindelart som först beskrevs av Cândido Firmino de Mello-Leitão 1939.  
Chilehexops australis ingår i släktet Chilehexops och familjen Dipluridae. Inga underarter finns listade i Catalogue of Life.